# Мамкин, Вячеслав Андреевич
Вячеслав Андреевич Мамкин (род. 23 ноября 1929) — передовик советского машиностроения, бригадир сталеваров Государственного завода «Большевик» Министерства общего машиностроения СССР, город Ленинград, Герой Социалистического Труда (1971).

## Биография
Родился в 1929 году в Воронежской области в крестьянской семье.
Завершил обучение в четырёх классах сельской школы. В начале Великой Отечественной войны, когда в деревне остались одни старики и дети, в четырнадцать лет возглавил полеводческую бригаду. 
В 1946 переехал в город Ленинград. Завершил обучение в ремесленном училище и поступил на работу в мартеновский цех завода "Большевик". Стал сталеваром, быстро набирался опыта и знаний профессии. Вступил в КПСС. 
Назначен бригадиром сталеваров. Бригада стала одной из передовых на производстве, выполняла задание и работала качественно. 
Указом Президиума Верховного Совета СССР от 26 апреля 1971 года (закрытым) за достижение высоких показателей в производстве Вячеславу Андреевичу Мамкину присвоено звание Героя Социалистического Труда с вручением ордена Ленина и медали «Серп и Молот».
Работал на предприятии до выхода на заслуженный отдых. Избирался депутатом городского Совета депутатов трудящихся.  
Проживал в городе Санкт-Петербурге. 

## Награды
За трудовые успехи был удостоен:
- золотая звезда «Серп и Молот» (26.04.1971)
- орден Ленина (26.04.1971)
- Орден Трудового Красного Знамени (21.05.1963)
- другие медали.